# Wasashatta
Wasashatta fue uno de los últimos reyes de Mitani, que reinó a principios del siglo XIII a. C.
Hijo de Shattuara I, y como él, vasallo de Adad-nirari I de Asiria. Su título era rey de Ḫanigalbat, nombre de la provincia asiria mitannia. También como su padre, se rebeló, pero esta vez el resultado fue completamente distinto, pues la ayuda hitita que esperaban no llegó, ya que estaban ocupados en Siria, en pugna con Egipto. Los asirios aplastaron la rebelión y devastaron el país, siendo la familia real mitannia capturada y llevada a Asur.